# AlmaLinux
AlmaLinux ist eine freie Linux-Distribution, die auf Red Hat Enterprise Linux (RHEL) des Unternehmens Red Hat aufbaut. Die Distribution wird von einer offenen Gruppe von freiwilligen Entwicklern betreut, gepflegt und weiterentwickelt. Die erste stabile Version erschien am 30. März 2021.

## Geschichte
Am 8. Dezember 2020 kündigte Red Hat die Einstellung des freien RHEL-Klons CentOS für Ende 2021 an. Als Nachfolger wurde CentOS Stream genannt, eine seit September 2019 verfügbare Linux-Variante, die als „Rolling-Release“ stetige Aktualisierungen erhält und als Vorschau zukünftiger Versionen von Red Hat Enterprise Linux dient. Damit wurde die Binärkompatibilität von CentOS mit RHEL aufgegeben, sodass für viele Unternehmen der Einsatz von CentOS als kostenloses Enterprise Linux nicht mehr möglich ist.
Als Reaktion entwickelte das Unternehmen CloudLinux, das seine eigene kommerzielle Linux-Distribution, CloudLinux OS, unterhält, eine neue Distribution, um einen von der Community unterstützten Nachfolger von CentOS Linux zu schaffen, der Binärkompatibilität mit der aktuellen Version von RHEL anstrebt. Diese Distribution erhielt zunächst den Namen Lenix, wurde im Januar jedoch in AlmaLinux umbenannt. Alma verweist auf das spanische Wort für Seele und ist eine Hommage an die Linux Community als Seele des Betriebssystems.
Eine Beta-Version von AlmaLinux wurde erstmals am 1. Februar 2021 veröffentlicht, die erste stabile Version folgte am 30. März 2021. Gleichzeitig gründete CloudLinux die gemeinnützige AlmaLinux OS Foundation und sagte ihr eine jährliche Finanzierung in Höhe von 1 Million Dollar zu sowie die Unterstützung von AlmaLinux bis 2029. Als Community-Manager wurde Jack Aboutboul benannt, der diese Rolle zehn Jahre lang bei Fedora innehatte. Jede zu AlmaLinux beitragende Person kann wahlberechtigtes Mitglied der Stiftung werden.
Nachdem Red Hat den Quelltext von Red Hat Enterprise Linux nicht mehr veröffentlicht, wird AlmaLinux mit dem neuen Anspruch weiterentwickelt, kompatibel zum Application Binary Interface von Red Hat Enterprise Linux zu sein, sodass jede für Red Hat Enterprise Linux gemachte Anwendung mit AlmaLinux funktioniert, aber nicht mehr zu jedem Fehler von Red Hat Enterprise Linux kompatibel zu sein. Daher kommt es vor, dass AlmaLinux einen dringenden Patch bereits bekommt, bevor er in Red Hat Enterprise Linux ausgeliefert wird.

## Versionen
| Version | Linux-Kernel    | Veröffentlichung | Unterstützung bis |
| ------- | --------------- | ---------------- | ----------------- |
| 8.3     | 4.18.0-240      | 30. März 2021    | Mai 2029          |
| 8.4     | 4.18.0-305      | 26. Mai 2021     | Mai 2029          |
| 8.5     | 4.18.0-348      | 12. Nov. 2021    | Mai 2029          |
| 8.6     | 4.18.0-372.9.1  | 12. Mai 2022     | Mai 2029          |
| 8.7     | 4.18.0-425.3.1  | 10. Nov. 2022    | Mai 2029          |
| 8.8     | 4.18.0-477.10.1 | 18. Mai 2023     | Mai 2029          |
| 8.9     | 4.18.0-513.5.1  | 21. Nov. 2023    | Mai 2029          |
| 8.10    | 4.18.0-553      | 28. Mai 2024     | Mai 2029          |
| 9.0     | 5.14.0-70.13.1  | 26. Mai 2022     | Mai 2032          |
| 9.1     | 5.14.0-162.6.1  | 16. Nov. 2022    | Mai 2032          |
| 9.2     | 5.14.0-284.11.1 | 10. Mai 2023     | Mai 2032          |
| 9.3     | 5.14.0-362.8.1  | 13. Nov. 2023    | Mai 2032          |
| 9.4     | 5.14.0-427.13.1 | 6. Mai 2024      | Mai 2032          |
| 9.5     | 5.14.0-503.11.1 | 18. Nov. 2024    | Mai 2032          |
| 9.6     | 5.14.0-570.12.1 | 20. Mai 2025     | Mai 2032          |
| 10.0    | 6.12.0-55.9.1   | 27. Mai 2025     | Mai 2035          |

## Unterstützung
Frühe Unterstützung erfuhr AlmaLinux beispielsweise durch Amazon Web Services, ARM Limited, cPanel, Equinix, Mattermost und Plesk. Später folgte beispielsweise Unterstützung durch Microsoft Azure.